# Associació de Futbol de Sud-àfrica
L'Associació de Futbol de Sud-àfrica (anglès: South African Football Association; SAFA) és la institució que regeix el futbol a Sud-àfrica. Agrupa tots els clubs de futbol del país i es fa càrrec de l'organització de la Lliga sud-africana de futbol i la Copa. També és titular de la Selecció de futbol de Sud-àfrica absoluta i les de les altres categories.
Va ser fundada el 1991.
- Afiliació a la FIFA: 1992
- Afiliació a la CAF: 1992

L'original South African Football Association va ser creada el 1892 i afiliada a la FIFA el 1910. Abandonà la FIFA el 1924 i tornà a ser readmesa el 1952.
El 1932 es creà al South African African Football Association (SAAFA) i un any més tard la South African Bantu Football Association (SABFA) i la South African Coloured Football Association (SACFA). El setembre de 1951, les tres federacions es fusionaren per formar la anti-apartheid South African Soccer Federation (SASF).
La SAFA es re anomenà Football Association of South Africa (FASA) el 1957.
El 23 de març de 1991 es fundà la nova South African Football Association.